# Frínico (general)
Frínico (en griego antiguo: Φρύνιχος; f. 411 a. C.) fue un general ateniense del siglo V a. C. activo durante la guerra de Decelia. Era hijo de Estratónides.
En el verano del año 412 a. C. zarpó de Atenas, junto con los generales Onomacles y Escirónides, al mando de una flota de 48 trirremes, en las que fueron embarcados 1000 hoplitas atenienses, 1500 de Argos y mil más de sus aliados de la Confederación de Delos, rumbo a la costa de Asia Menor. Las tropas desembarcaron en Samos y acamparon en el territorio de la ciudad de Mileto, y en la batalla que siguió los atenienses se enfrentarían a un regimiento de 800 hoplitas milesios acompañados de las tripulaciones peloponesias del navarca (almirante) espartano Calcideo, que llegaron poco después, y que fueron auxiliados por las tropas mercenarias del sátrapa persa Tisafernes, acaudilladas por Amorges. La caballería del sátrapa se lanzó contra la falange enemiga. El ala que ocupaban los argivos se lanzó al ataque y fue vencida por los milesios, quienes les causaron unas 300 bajas. Por su parte, los atenienses derrotaron a los peloponesios primero y después a los mercenarios y al resto de las fuerzas enemigas. Mientras vencían, los milesios ya se habían retirado a su ciudad, y a continuación los atenienses, dueños de la situación levantaron un trofeo y se dispusieron a construir un muro para bloquear el istmo donde se asentaba Mileto. Los generales atenienses tenían en mente que la caída de Mileto redundaría en que otras ciudades jonias se pasarían a su bando. Al atardecer del mismo día los generales atenienses fueron informados de la llegada inminente de 55 naves procedentes del Peloponeso y de Sicilia. Estas últimas fueron enviadas a instancias de Hermócrates de Siracusa, quien deseaba participar en la destrucción del poder naval de Atenas. El lacedemonio Terímenes fue encargado de entregar las dos escuadras navales a Astíoco. Amarraron las naves en Leros, isla situada frente a Mileto. Desde allí se adentraron en el golfo de Yaso para conocer la situación de los milesios. Al rayar el alba, los colegas en el mando de Frínico querían permanecer allí y arriesgarse a un enfrentamiento, pero les disuadió. Les exhortó a embarcar y levar anclas rumbo a Samos, donde una vez que toda la flota estuviera reunida esperarían el momento oportuno para emprender incursiones navales contra el enemigo. Durante la tarde de ese día partieron de Mileto, y los argivos, con la rabia provocada por la derrota sufrida, zarparon de Samos rumbo a sus polis
En el invierno de 412 a. C.-411 a. C., los atenienses acantonados en Samos recibieron refuerzos de 35 trirremes de Atenas. A esas se sumaron unas 25 que estaban en Quíos; en total 104 barcos contabilizando los transportes de tropas. Se sorteó entre los estrategos las misiones a cumplir. A Estrombíquides, Onomacles y Euctemón se les asignó lanzar un ataque con 30 naves contra Quíos. A Frínico, Escirónides, Carmino y posiblemente a Trasicles les tocó en suerte someter a Mileto a un bloqueo naval con el resto de la flota: 74 unidades.
En el invierno del mismo año, Alcibíades ofreció a Samos protección contra los persas si se establecía en la isla un gobierno oligárquico que suplantara a la democracia vigente en Samos. El démos (pueblo) de Samos para garantizar su sublevación antioligárquica prefirió someterse a Atenas.
A principios de 411 a. C. un grupo de atenienses concentrados en Samos, que promovían la oligarquía en Atenas, informaron de las propuestas de Alcibíades a la tropa, a saber, la amistad de Tisafernes y del rey aqueménida Darío II y ayuda financiera. Frínico, que aún era estratego no estaba a favor de la sedición, intentó convencer a la soldadesca de que no secundaran al alcmeónida, pues opinaba que Alcibíades no estaba más interesado en la oligarquía que en la democracia y que lo único que buscaba era subvertir el orden establecido en Atenas, a fin de poder volver llamado por sus partidarios. Asimismo pensaba que Darío II no estaba interesado en una alianza con los atenienses, cuando le era más fácil establecerla con los peloponesios, de quienes no había recibido ningún daño. Además, expresó a la tropa que a las ciudades aliadas a las que se les había prometido un gobierno oligárquico no estaría más inclinadas a pasarse a su bando las que habían defeccionado, ni serían más leales las que aún estaban en alianza con los atenienses, puesto que preferían ser libres sin importarles cuál de los dos regímenes, el democrático o el oligárquico les tocara en suerte; y que respecto a la aristocracia de las ciudades aliadas, estas no creían que les fuera a causar menos problemas que el pueblo, refiriéndose a que con los aristócratas en el poder «abundarían las muertes violentas y sin juicio previo, mientras que un régimen democrático constituía un refugio para los aliados y un freno para aquella gente». Pero el partido oligárquico, dirigido por Pisandro de Acarnas envió una embajada a Atenas para tratar el regreso de Alcibíades y la consecución de la amistad de Tisafernes y el derrocamiento de la democracia. Frínico, que temía por su seguridad en caso de que Alcibíades fuese restablecido, escribió al navarca espartano Astíoco, informándole de las maquinaciones de Alcibíades. Astíoco advirtió a Alcibíades y al sátrapa persa Tisafernes, y este, a su vez, informó a Atenas de la traición de Frínico y solicitó su ejecución. Antes de esto, Frínico había escrito a Astíoco una segunda carta, ofreciéndole entregar todas sus fuerzas, por lo que el espartano se reforzó, pero Frínico advirtió de que los enemigos se preparaban para atacar su campamento y que toda la operación era un montaje. No mucho tiempo después, Samos, que estaba siendo amurallada rápidamente, recibió una carta de Alcibíades acusando a Frínico de traición al ejército e informando de que el enemigo estaba listo para atacar. Los soldados, pensaron que Alcibíades no era digno de crédito y que al informarles con anticipación de los planes del enemigo, trataba de acusar a Frínico de complicidad. No le causaron ningún daño, pues al ser la información del Alcibíades coincidente con la de Frínico, de hecho estaba confirmando las palabras de éste. Pisandro explicó a la Asamblea del pueblo ateniense que si no consideraba la posibilidad de cambiar de régimen para obtener la ayuda persa y hacer volver del exilio a Alcibíades no había ningún medio de salvación. El pueblo cedió, por miedo al enemigo y con la esperanza en una reforma constitucional ulterior. Decretó la partida de una delegación formada por Pisandro y otros diez ciudadanos para establecer sin cortapisas negociaciones con Alcibíades y Tisafernes. Frínico fue depuesto de su cargo de estratego junto con su colega Escirónides, al haber sido denunciado por Pisandro de haber traicionado a Yaso y a Amorges, y por estar en contra de las negociaciones de Alcibíades. Antes de zarpar, Pisandro contactó conn las asociaciones secretas oligárquicas para ejercer su influencia en el proceso de elección de los cargos públicos y para concentrar esfuerzos en derrocar a la democracia.
Posteriormente, Frínico, sabedor de que Alcibíades estaba al corriente de todo lo que había tramado con Astíoco cuando se hallaba en Samos, por temor a aquel se puso de parte de Antifonte y de Terámenes, pensando que era improbable que un régimen democrático le hiciera regresar del exilio, por lo que tomó parte activa en la revolución para el establecimiento del gobierno oligárquico en Atenas, con el apoyo de los Cuatrocientos, quienes había enviado una embajada a Samos para explicar lo que estaba sucediendo en Atenas, alentando a la flota de guerra desplazada allí a que zarpara rumbo a Atenas. La marinería se opuso y a punto estuvo de deshacerse de los oligarcas samios. Los demócratas de la isla y la escuadra ateniense allí establecida, se aprestaron a enviar una expedición en socorro de los demócratas atenienses, pero el cuerpo expedicionario fue disuadido por Alcibíades, quien argumentó que ello supondría el abandono de las posiciones del Egeo a sus enemigos. Con ello Alcibíades pretendía restablecer su prestigio debido al servicio que estaba prestando a su ciudad y a sí mismo, pues no deseaba que su regreso a Atenas fuera a costa de una guerra civil, sino que consideró mejor jugar la carta de la conciliación, dejando al pueblo ateniense la tarea de desembarazarse del partido oligárquico. En consecuencia, dijo a los emisarios que exigía la disolución del gobierno de los Cuatrocientos, que toleraba la creación del Consejo de los Cinco Mil, y que de inmediato se restableciera la Boulé, abolida por los oligarcas.
Las noticias que llegaron de Samos, aumentaron las vacilaciones y deshizo la unanimidad en el seno de los oligarcas. Un grupo de los más moderados, entre los que se encontraba Terámenes, alzaron sus voces discordantes, no pidiendo eliminar la oligarquía, sino reclamando que se hiciera realidad de una vez la designación de los miembros del órgano de gobierno de los Cinco Mil, cuya existencia hasta el momento era puramente teórica. 
Como la fisura producida en el seno de la oligarquía comprometía a los más extremistas, se hizo necesario llevar propuestas de paz a Esparta. Frínico, Antifonte, y otros atenienses fueron enviados a Esparta para negociar un tratado. Regresó la delegación sin haber llegado a ningún acuerdo, ya que los éforos, en consonancia con el rey espartano Agis II (quien seguía en su base fortificada de Decelia), no tenían motivos para pactar con una facción desesperada cuando podían terminar con las fuerzas de las armas con una Atenas dividida. Frínico, a la vuelta de su embajada, fue apuñalado en el Ágora de Atenas llena de gente, por un joven ateniense (un perípolo), ayudado por un argivo y murió en el acto. El primero consiguió escaparse, pero el segundo fue apresado, y sometido a tortura por los Cuatrocientos reveló que el asesinato era una conspiración democrática.